# 權七勝
權七勝（：／ Kwon Chil-seung，1965年11月18日—），大韩民国自由派政治人物，第20、21屆國會議員，曾任中小暨新創企業部部長。